# Peo Bengtsson
Peo (Per-Olof) Bengtsson, född 18 augusti 1933, är en svensk orienterare och missionär för orienteringssporten. Han var 1965 medgrundare till O-Ringen.

## Biografi
Bengtsson föddes på Egeside gård vid Helge å mellan Everöd och Åhus (cirka 20 km söder om Kristianstad).

### Utbildningar och yrken
Bengtsson utbildade sig till officer 1954–1957. Han blev därefter artilleriofficer 1957–1977. 1972 utnämndes han till major. Inom det militära gick han GIH högskoleutbildning i Stockholm 1966–1968. Han verkade som klubbkonsulent i föreningen IF Hagen i Skövde åren 1978-1980 och var distriktskonsulent i Skåne 1980-1985. Därefter har han på heltid verkat för att sprida orienteringssporten till nya länder och världsdelar. Sedan 1984 sker detta genom företaget World Wide Orienteering Promotion (WWOP).

### Aktiv karriär
Bengtsson började orientera 1949. Såsom junior blev han 21:a och 11:a på Svenska Mästerskapen 1952 resp 1953. Bästa senior-SM-placeringar var 3:a på natt-SM 1961 och 1964, 6:a på natt-SM 1962 och 8:a på dag-SM 1964. Han har sedan 1953 varit kopplad till orienteringsklubben Pan-Kristianstad.
Bengtsson deltog sporadiskt deltagit i Sveriges landslag åren 1961–1971. Han blev 24:a på Nordiska Mästerskapen 1963.
Som pensionär har han (fram till våren 2011) tagit sex VM-guld och ett VM-silver.

### Orienteringsmission
Bengtsson har arrangerat drygt 300 resor, varav cirka 15 Europaturnéer 1961-1980, 44 Höst Öst-resor 1966-2011, drygt 50 resor till andra världsdelar och drygt 150 resor till träningsläger och tävlingar i Europa. Under dessa resor har Bengtsson utövat orientering i 105 länder: Afrika (12 länder), Amerika (14 länder), Asien (20 länder), Europa (52 länder), Oceanien (6 länder).
Tillsammans med Sivar Nordström startade Bengtsson första O-Ringens 5-dagars 1965 i Danmark (en etapp), Skåne (tre etapper) och Blekinge (en etapp). Han vann dessutom den allra första etappen 1965

## Resultat och utmärkelser

### Resultat som senior (urval)
- 3:a på natt-SM 1961
- 3:a på natt-SM 1964

### Resultat som veteran
- Veteran-världsmästare H65, 23 juli 1999 i Danmark.[5]
- Veteran-världsmästare H70, 7 juli 2006 i Österrike.[6]
- Veteran-Världsmästare H75 Sprint 30 juni 2008 i Portugal.[7]
- Veteran-Världsmästare H75 Lång 5 juli 2008 i Portugal.[8]
- Veteran-Världsmästare H75 Sprint 11 oktober 2009 i Australien.[9]
- Veteran-Världsmästare H75 Lång 6 juli 2010 i Schweiz.[10]
- Veteran-Världsmästare H80 Sprint 5 augusti  2013 i Italien.[11]
- Veteran-Världsmästare H80 Lång 10 augusti 2013 i Italien.[12]
- Veteran-Världsmästare H80 Sprint 3 november 2014 i Brasilien.[13]
- Veteran-Världsmästare H80 Lång 8 november 2014 i Brasilien.[14]
- Veteran-Världsmästare H80 Sprint 24 april 2017 i Nya Zeeland.[15]

### Utmärkelser
- Idrottsskölden vid Kristianstads Högre Allmänna Läroverk 1954
- SH:s minne från Malmö Idrottsjournalister 1970
- Skogskarlarnas Guldmärke som ledare 1972
- TT (Torsten Tegnér)- plaketten 1978
- Skånes idrottsförbund Jubileumspokal 1981
- Kristianstadsbladet Ledarepris 1981
- IOF(Internationella orienteringsförbundets) pins of honour, Bronze number 16, 1981
- IOF pins of honour, Silver number 14, 1985
- Bertil Nordenfelt Priset 1996
- Millenniets Meste Missionär, Skånes Orienteringsförbund 1999
- Kristianstadsbladets Veteranpris 1999
- O-Ringen Heders-Ambassadör fr o m 18 okt, 2008.
- Skånes Idrottsförbunds Guldplakett, 17 jan, 2009.
- Hedersmedlem i Pan-Kristianstad fr o m 8 febr, 2009.
- Skogskarlssilver till ”Löpande karl” från Skånes Skogskarlar 29 januari 2011.
- Riksidrottsförbundet förtjänsttecken i guld vid riksidrottsmötet 28 maj 2011.
- South East European Orienteering Federations förtjänstplakett vid IOF:s 50-årsjubileum vid WOC i Frankrike aug 2011.
- Svenska Orienteringsförbundet förtjänstmedalj i guld 17 mars 2012.

Källor: 

## Källhänvisningar
1. 1 2  ”Presentation av Per-Olof Bengtsson”. Wwop.se. Arkiverad från originalet den 14 juli 2014. https://web.archive.org/web/20140714205806/http://www.wwop.se/per-olof-bengtsson.shtml. Läst 8 juli 2014.
2. 1 2 3  Nordgren, paola (2011-04-01): "En prisad veteran". Arkiverad 14 juli 2014 hämtat från the Wayback Machine. Lokaltidningen.se. Läst 8 juli 2014.
3. ↑  ”HÖST-ÖST En 24 dagar lång bussresa runt Svarta havet för äventyrslystna orienterare”. https://docplayer.se/5608239-20-skogssport-nr-10-2007-21.html. Läst 23 juli 2018.
4. ↑  Svensson, Patric (2013-12-21): "Peo lovar bjuda på en unik etapp". Arkiverad 14 juli 2014 hämtat från the Wayback Machine. Kristianstadsbladet. Läst 8 juli 2014.
5. ↑  ”WMOC 1999 Results M65”. https://orienteering.org/events/?event_id=194. Läst 23 juli 2018.
6. ↑  ”WMOC 2006 Results M70”. https://orienteering.org/events/?event_id=207. Läst 23 juli 2018.
7. ↑  ”WMOC 2008 - Sprint Final - Results M75”. https://orienteering.org/events/?event_id=211. Läst 23 juli 2018.
8. ↑  ”WMOC 2008 - Long distance - Results M75”. https://orienteering.org/events/?event_id=211. Läst 23 juli 2018.
9. ↑  ”WMOC 2009 - Sprint Final - Results M75”. https://orienteering.org/events/?event_id=212. Läst 23 juli 2018.
10. ↑  ”WMOC 2010 - Long distance - Results M75”. https://orienteering.org/events/?event_id=350. Läst 23 juli 2018.
11. ↑  ”WMOC 2013 - Sprint Final - Results M80”. https://orienteering.org/events/?event_id=350. Läst 23 juli 2018.
12. ↑  ”WMOC 2013 - Long distance - Results M80”. https://orienteering.org/events/?event_id=350. Läst 23 juli 2018.
13. ↑  ”WMOC 2014 - Sprint Final - Results M80”. https://orienteering.org/events/?event_id=326. Läst 23 juli 2018.
14. ↑  ”WMOC 2014 - Long distance - Results M80”. https://orienteering.org/events/?event_id=326. Läst 23 juli 2018.
15. ↑  ”WMOC 2017 - Sprint Final-RESULTS M80”. Arkiverad från originalet den 23 juni 2019. https://web.archive.org/web/20190623160012/http://wmoc2017.com/wp-content/uploads/2017/04/WMOC2017-Sprint-Final-RESULTS.pdf. Läst 23 juli 2018.